# Winter-Asienspiele 2025/Teilnehmer (Sri Lanka)
| Gelbes Symbol für Goldmedaillen mit stilisierten Olympischen Ringen | Graues Symbol für Silbermedaillen mit stilisierten Olympischen Ringen | Braundes Symbol für Bronzemedaillen mit stilisierten Olympischen Ringen |
| ------------------------------------------------------------------- | --------------------------------------------------------------------- | ----------------------------------------------------------------------- |
| —                                                                   | —                                                                     | —                                                                       |

Sri Lanka nimmt an den Winter-Asienspiele 2025 in Harbin teil.

## Teilnehmer nach Sportarten

### Skilanglauf
| Athleten                              | Wettbewerbe | Zeit | Rang |
| ------------------------------------- | ----------- | ---- | ---- |
| Frauen                                |             |      |      |
| Piumi Piyadarshani Mathota Arachchige |             |      |      |
| Männer                                |             |      |      |
| Sajeev de Silva Mahamadaachchi        |             |      |      |
| Shehan Muthugala                      |             |      |      |
| Dhanushka Gollagammana Gedara         |             |      |      |

| Athleten                              | Wettbewerbe      | Qualifikation | Qualifikation | Viertelfinale | Viertelfinale | Halbfinale | Halbfinale | Finale | Finale | Rang |
| Athleten                              | Wettbewerbe      | Zeit          | Rang          | Zeit          | Rang          | Zeit       | Rang       | Zeit   | Rang   | Rang |
| ------------------------------------- | ---------------- | ------------- | ------------- | ------------- | ------------- | ---------- | ---------- | ------ | ------ | ---- |
| Frauen                                |                  |               |               |               |               |            |            |        |        |      |
| Piumi Piyadarshani Mathota Arachchige | Sprint klassisch |               |               |               |               |            |            |        |        |      |
| Männer                                |                  |               |               |               |               |            |            |        |        |      |
| Sajeev de Silva Mahamadaachchi        | Sprint klassisch |               |               |               |               |            |            |        |        |      |
| Shehan Muthugala                      | Sprint klassisch |               |               |               |               |            |            |        |        |      |
| Dhanushka Gollagammana Gedara         | Sprint klassisch |               |               |               |               |            |            |        |        |      |